# Star Trek Nemesis
Star Trek Nemesis (bra: Jornada nas Estrelas: Nêmesis; prt: Star Trek - Nemesis)  é um filme americano de 2002, dos gêneros ficção científica, ação e suspense, dirigido por Stuart Baird, com roteiro de John Logan, baseado em uma história criada por Logan, Rick Berman e Brent Spiner. 
É o décimo filme da franquia Star Trek e o quarto e último a estrelar o elenco da série Star Trek: The Next Generation. O filme segue a missão da tripulação da nave estelar USS Enterprise-E enquanto eles são forçados a lídar com uma ameaça a Federação Unida dos Planetas vinda de um clone do Capitão Picard, chamado de Shinzon, que tomou o controle no Império Estelar Romulano depois de um golpe.
Nemesis atuou como uma "canção de despedida" para o elenco de The Next Generation, como poder ser visto no subtítulo do filme: "A última jornada de uma geração começa". O filme foi pior em termos comerciais de toda a franquia, e recebeu críticas geralmente ruins da imprensa especializada.

## Enredo
Os militares Romulanos oferecem ao Senado Imperial para unirem forças com os militares Remanos e então invadir a Federação, entretanto o pretor se recusa a cooperar. Uma névoa verde de radiação thalaron é liberada para a sala e todos são mortos.
Enquanto isso a tripulação da USS Enterprise-E celebra a união do comandante William Riker e da conselheira Deanna Troi. Depois do casamento, de volta ao espaço, eles descobrem uma leitura de energia positrônica em um planeta no sistema Kolaran perto da Zona Neutra Romulana. O Capitão Jean-Luc Picard, Tenente-Comandante Worf e Tenente-Comandante Data aterrissam em Kolarus III e descobrem partes de um androide semelhante a Data. Quando o andróide é remontado ele revela que seu nome é B-4(Before, antes em inglês), a tripulação deduz que o androide é uma versão anterior de Data.
A Vice-Almirante Kathryn Janeway dá ordens pra que a nave realize uma missão diplomática em Romulus. Janeway informa Picard que o governo Romulano sofreu um golpe de estado e agora é controlado por um Remano chamado Shinzon, dizendo que quer a paz com a Federação e que quer trazer liberdade à Remus. Esta é uma declaração surpreendente pois os Romulanos tinham considerado os Remanos uma raça indesejável, principalmente usados em trabalho escravo devido à sua longa história de preconceito.
Após a sua chegada em Romulus a tripulação descobre que Shinzon é na verdade um clone do capitão Picard, um remanescente de um experimento secreto conduzido pelos Romulanos para tomar o lugar de Picard na Frota Estelar como um espião, no entanto ele e o projeto foram abandonados devido a uma mudança política no governo Romulano e abandonaram Shinzon em Remus como um escravo. É lá que ele conhece seus irmãos Remanos e começa sua acensão ao poder. Foi também em Remus que Shinzon construiu sua nave, uma nave estelar fortemente armada chamada Cimitarra com dispositivos de camuflagem completamente indetectáveis, um arsenal de armas e escudos praticamente impenetráveis.
Embora a missão diplomática pareça ir bem, a tripulação descobre que a Cimitarra está emitindo baixos níveis da extremamente perigosa radiação thalaron (a mesma substância usada para assassinar o senado Romulano no começo do filme), vários acessos não-autorizados são detectados nos computadores da Enterprise, e a conselheira Troi é psiquicamente atacada por Shinzon enquanto ela e o comandante Riker estão fazendo amor. Picard é capturado por Shinzon e este informa ao capitão da Frota que está morrendo lentamente por causa do envelhecimento acelerado do seu processo de clonagem, e, portanto precisará do sangue de Picard para continuar vivendo. Shinzon também transporta B-4 a bordo da Cimitarra, revelando que Shinzon estava por trás da colocação das peças de B-4 em Kolarus III a fim de atrair Picard para Romulus. No entanto B-4 revela ser Data - ele resgata Picard e juntos eles voltam para a Enterprise. Percebendo que a Cimitarra é um emissor de thalaron com poder suficiente para destruir todas as formas de vida em uma nave da Frota, bem como um planeta inteiro, Data deduz que Shinzon está usando a nave de guerra para conquistar a Federação e destruir a Terra.
A Enterprise corre de volta ao espaço da Federação, mas logo é interceptada pela Cimitarra, desativando a velocidade de dobra da Enterprise em sua primeira saraivada de torpedos. No round seguinte a Enterprise fica quase desabilitada. Duas naves de guerra Romulanas chegam para ajudar a Enterprise no combate, mas Shinzon destrói uma delas e desabilita a outra. Reconcentrando sua atenção em Picard Shinzon danifica a Enterprise a um grau significativo.
Recusando-se a se render, Picard usa sua altamente danificada nave para cima da Cimitarra, mas só consegue danificá-la um pouco.Picard também tenta iniciar a seqüência de auto-destruição da Enterprise, mas está função está inoperante por causa do ataque.Enquanto isso Shinzon inicia a arme de thalaron da Cimitarra em uma tentativa desesperada de destruir a Enterprise de uma vez por todas. Picard chega à Cimitarra sozinho e enfrenta Shinzon. Entretanto não é possível parar a ativação da arma, Picard mata Shinzon cravando em seu abdome com a parte de um suporte de apoio metálico. Data chega à Cimitarra com um transportador portátil de uso único que ele usa rapidamente para transportar o capitão de volta à Enterprise antes de se sacrificar para destruir a Cimitarra juntamente com a arma de radiação thalaron.
Enquanto a Enterprise está em reparos de seus severos danos em uma doca espacial próxima à Terra, Picard se despede de Riker que foi recém-nomeado capitão da USS Titan, para iniciar uma missão real de diplomacia com Romulus. Picard então se encontra com o androide B-4, no qual ele aprende que Data havia conseguido copiar os engramas de sua rede neural em B-4 da matriz positrônica não muito tempo antes de sua morte.

## Elenco
- Patrick Stewart como Capitão Jean-Luc Picard
- Jonathan Frakes como Comandante/Capitão William T. Riker
- Brent Spiner como Tenente-Comandante Data e B-4
- LeVar Burton como Tenente-Comandante Geordi La Forge
- Michael Dorn como Tenente-Comandante Worf
- Gates McFadden como Dra. Beverly Crusher
- Marina Sirtis como Conselheira Deanna Troi
- Tom Hardy como Preator Shinzon
- Ron Perlman como Vice Rei
- Dina Meyer como Comandante Donatra
- Shannon Cochran como  Senadora Tal'aura
- Alan Dale como Preator Hiren
- Kate Mulgrew como Almirante Kathryn Janeway
- Whoopi Goldberg como Guinan (não-creditada)
- Jude Ciccolella como Comandante Suran
- John Berg como Senador Romulano
- Wil Wheaton como Tenente-Júnior Wesley Crusher
- Majel Barrett como Computador da Enterprise (voz)
- Stuart Baird como Computador da Cimitarra (voz)